# Lijst van voormalige WWE-programma's
Het volgende is een lijst van voormalige televisieprogramma's van WWE. Het omvat programma's die geproduceerd werden door de World Wide Wrestling Federation (WWWF) en World Wrestling Federation (WWF).

## 1960-1969

### Heavyweight Wrestling (1960's)
Een van de eerste programma's van WWE was Heavyweight Wrestling. De meeste evenementen van dit programma werd gehouden in de National Arena in District of Columbia. Ray Morgen was de commentator van deze show en de ringomroepers waren Bob Freed en Smiling Sam Morgan. Doorgaans waren de "main events" gekenmerkt met WWWF Champion Bruno Sammartino om zijn titel te behouden tegen zijn hongerige tegenstanders. De show werd in het eind jaren 1960 opgedoekt.

## 1970-1979

### All-Star Wrestling (1974–1986)
All-Star Wrestling was een programma dat opgenomen werd in de Hamburg Fieldhouse in Hamburg, Pennsylvania. All-Star Wrestling liep van 20 mei 1972 tot 31 augustus 1986, wanneer het programma vervangen werd door een nieuw programma, Wrestling Challenge. Vince McMahon was de commentator en kreeg af en toe assistentie van Lord Alfred Hayes en Pat Patterson. Later werd deze show becommentarieerd door Gorilla Monsoon en Jesse Ventura. Van 1984 tot 1986 werd de generiek van All-Star Wrestling gezongen door David Bowie's "Modern Love".

### Championship Wrestling (1978–1986)
Championship Wrestling was een origineel televisieprogramma van World Wrestling Federation. Deze show werd gekenmerkt met alle supersterren van de WWF, interviews en kampioenschapwedstrijden. De show liep van mei 1972 tot augustus 1986. Vince McMahon was de commentator en kreeg af en toe assistentie van verscheidene supersterren zoals Antonino Rocca (?-1976), Bruno Sammartino (1976-1980 en 1984-1986), Pat Patterson (1980–1984), Gene Okerlund (1984), Tony Garea (1984) en Jesse "The Body" Ventura die soms Sammartino verving (1984-1986). In 1984 kreeg de show voor eerst een generiek dat gezongen werd door Michael Jacksons Thriller.

## 1980-1989

### All American Wrestling (1983–1994)
All American Wrestling was een kabeltelevisie dat een voorloper was van Tuesday Night Titans en Saturday Night's Main Event. Het programma liep van 4 september 1993 tot 16 oktober 1994 dat uitgezonden werd door USA Network. In 1994 werd het programma opgedoekt en werd vervangen door Action Zone. Het Amerikaanse kabelnetwerk voerde evenementen van de WWF uit in de Madison Square Garden in New York en in de Capital Centre in Landover (Maryland) waarbij het programma nationaal het eerste wekelijkse programma was van WWF. In de jaren 1990 was de show gekenmerkt met exclusieve wedstrijden. Vince McMahon was de originele commentator en daarna nam Lord Alfred Hayes zijn plaats over. Vervolgens nam Gene Okerlund de rol over tot in 1994. In 1993 werd Johnny Polo toegevoegd als co-commentator om Bobby Heenan te vervangen. De laatste gastheren voor All American Wrestling waren Todd Pettengill en Ted DiBiase.

### Tuesday Night Titans (1984–1986)
Tuesday Night Titans (TNT) liep van 1984 tot 1986 op USA Network en het show was als variété show gepromoot. Deze format werd herinnerd als een losse parodie van een standaard laat-avond praatprogramma. Vince McMahon was de gastheer en Lord Alfred Hayes was de sidekick van het programma. Later verliet McMahon het programma en Gene Okerlund na zijn rol over als gastheer.

### Wrestling Spotlight (1984–1995)
WWF Wrestling Spotlight was een programma dat van 1984 tot 1995 liep. De show werd vanuit de studio of een controlekamer, dat gepresenteerd werd door verscheidene persoonlijkheden en deze show werd gekenmerkt uit wedstrijden van andere programma's van de WWF.

### Prime Time Wrestling (1985–1993)
WWF Prime Time Wrestling was een programma dat van 1985 tot 1993 werd uitgezonden op USA Network. Deze show was een voorganger van Monday Night Raw. Prime Time Wrestling was een twee uur durende show dat wekelijks werd uitgezonden. Deze show werd gekenmerkt met verscheidene supersterren van de WWF, interviews, updates en aankondigingen van opkomende lokale en pay-per-viewevenementen. Op 4 januari 1993 werd deze show voor het laatst uitgezonden.

### Saturday Night's Main Event (1985–1992 & 2006–2008)
Saturday Night's Main Event werd oorspronkelijk van 1985 tot 1992 door WWF uitgezonden op NBC en nam de plaats in van Saturday Night Live. De show werd in 2006 opnieuw gelanceerd en bleef uitzenden tot in 2008. Tijdens hun tweede run, werd deze show uitgezonden op NBC en ook op ESPN Radio.

### Superstars of Wrestling (1986–1996)
WWF Superstars of Wrestling was een programma dat op 6 september 1986 debuteerde en eindigde in november 1996 waarbij deze show uitgezonden werd door individuele lokale televisiestations. Deze show was gekenmerkt met worstelsterren van de WWF, maar deze show begon te verwateren nadat het aantal kijkcijfers afnam toen de WWF met Monday Night Raw, in 1993, begon uit te zenden. Nadat het programma afliep, vertoonde de WWF herhalingen van deze show op USA Network, van 1996 tot 2001, en later op Spike TV, van 2000 tot 2001.

### Wrestling Challenge (1986–1995)
WWF Wrestling Challenge was een wekelijks programma dat liep van 1986 tot 1995 en werd uitgezonden op lokale televisiestations. De show begon als WWF Wrestling Challenge en werd in 1995 simpelweg vernoemd tot WWF Challenge. Deze show werd gekenmerkt met wedstrijden, interviews en samenvatting van wekelijkse evenementen van WWF-programma's. De show promootte ook datums van hun WWF-evenementen en house shows van de lokale Media Markt vestigingen.

### The Main Event (1988–1991)
WWF The Main Event was een spin-offprogramma van WWF Saturday Night's Main Event en deze show werd wekelijks op vrijdagavonden uitgezonden op NBC. De eerste drie The Main Event-afleveringen waren live uitgezonden op NBC, terwijl de laatste twee opgenomen waren en dan op een latere datum uitgezonden op NBC.

## 1990-1999

### Mania (1993–1996)
WWF Mania was een wekelijkse zaterdagochtend programma dat van 9 januari 1993 tot 14 september 1996 werd uitgezonden op USA Network. Dit programma bracht samenvattingen uit wat er tijdens de week te zien was op de televisie en werd ook gekenmerkt met een exclusieve wedstrijd. Mania werd oorspronkelijk gepresenteerd door Todd Pettengill, die later assistentie kreeg van "Macho Man" Randy Savage, van 1993 tot 1994. Vanaf december 1994 tot juli 1995 nam Stephanie Wiand de rol over van Savage.

### Action Zone (1994–1996)
WWF Action Zone was een programma dat liep van 23 oktober 1994 tot 15 september 1996 en werd gekenmerkt door supersterren van de WWF. De eerste drie afleveringen werden gepresenteerd door Vince McMahon and Todd Pettengill totdat Jim Ross de rol van McMahon overnam en hij werd af en toe vervangen door Gorilla Monsoon. In eind 1995 werd Action Zone een programma met hoogtepunten van Monday Night Raw en Superstars dat wekelijks uitgezonden werd op zondagmorgen. In 1996 was Action Zone geannuleerd en werd vervangen door WWF Superstars.

### Sunday Night Slam (1994–1995)
WWF Sunday Night Slam was een drie uur lopende programma dat van 21 augustus 1994 tot 26 maart 1995 uitgezonden werd op USA Network. Dit programma werd gecreëerd om specials van de USA Network te vervangen voor belangrijke pay-per-views. Deze shows had verscheidene titel zoals "SummerSlam Spectacular", "March To WrestleMania", "Survivor Series Showdown" en "Countdown to the Crowning". In 1995 blies WWF deze show een nieuw leven als een pay-per-viewvoorstelling van 30 minuten lang. Het laatste Sunday Night Slam-aflevering was op 17 januari 1995, een dag voor de In Your House 5: Seasons Beatings.

### LiveWire (1996–2001)
WWF LiveWire was een zaterdagmorgen programma dat wekelijks uitgezonden werd op USA Network, van 1996 tot 2000, en TNN, van 2000 tot 2001. Deze show verving WWF Mania en werd gepresenteerd door Todd Pettengill, die eerder de Mania presenteerde. In de eerste maanden kreeg Pettengill met Sunny een cogastvrouw.

### Friday Night's Main Event (1997)
WWF Friday Night's Main Event was een programma dat uitgezonden werd op USA Network, wanneer Monday Night Raw niet kon uitzenden. Dit gebeurde tussen 29 augustus 1997 en 5 september 1997 omdat USA Network het tennistoernooi, US Open, uitzond.

### Shotgun Saturday Night (1997–1999)
WWF Shotgun Saturday Night was een programma dat van 1997 tot 1999 werd uitgezonden op lokale televisiestations. Deze show was gekenmerkt met worstelaars die niet zo bekend waren in de WWF. In 1999 werd Shotgun Saturday Night vervangen door WWF Jakked. Met de termen WWF Shotgun en WWF Shotgun Challenge, kreeg deze show snel beroemdheid in verschillende markten.

### Heat (1998–2008)
Heat (voorheen gekend als Sunday Night Heat) was een programma dat uitgezonden werd door USA Network, van 1998 tot 2000, MTV, van 2000 tot 2003, Spike TV, van 2003 tot 2005 en WWE.com, van 2005 tot 2008. Deze show werd buiten de Verenigde Staten vervangen door Vintage Collection, een programma dat gekenmerkt werd met klassieke wedstrijden van de WWE.

### Super Astros (1998–1999)
WWF Super Astros was een programma dat van 1998 tot 1999 uitgezonden werd waarbij deze show vooral worstelaars van buitenlandse afkomst worstelen in de WWF. WWF promootte deze show vooral in de Latijns-Amerikaanse landen. Deze show werd gepresenteerd door Spaanse commentatoren, Carlos Cabrera en Hugo Savinovich, en Maria Felipe deed de interviews.

### Jakked and Metal (1999–2002)
Jakked en Metal waren programma's dat van 1999 tot 2002 werd uitgezonden door lokale televisiestations. Dit programma verving Shotgun Saturday Night en werd later zelf vervangen door Bottom Line en After Burn, terwijl de livewedstrijden uitgezonden werd op Velocity.

## 2000-2009

### Excess (2001–2002)
Excess was een worsteltalkshow dat van 25 augustus 2001 tot 18 mei 2002 liep waarbij deze show gekenmerkt werd met gasten van supersterren en divas van WWF. Het werd oorspronkelijk gepresenteerd door Jonathan Coachman en Trish Stratus, maar in eind 2001 werd Stratus vervangen door Terri Runnels. Deze show toonde klassieke wedstrijden van de archieven van WWF en dit op vraag of keuze van de kijkers. Vanaf 6 april 2002 begon deze show uit te breiden tot een vier uur durende programma. In het eerste uur presenteerden Michael Cole en Marc Lloyd de hoogtepunten van SmackDown!. In het tweede uur was de show vernoemd tot "Late Night Excess" en The Coach en Raven presenteerden de hoogtepunten van Raw. Uiteindelijk werd deze show vervangen door Velocity en Confidential, in 2002.

### Confidential (2002–2004)
WWE Confidential was een wekelijks zaterdagavond programma dat van 2002 tot 2004 werd uitgezonden op TNN. Dit programma focuste op verschillende scènes die plaatsvonden achter op het scherm en werd gepresenteerd door Gene Okerlund.

### Velocity (2002–2006)
WWE Velocity was een wekelijks zaterdagavond programma dat uitgezonden werd op Spike TV, van 2002 tot 2005, en WWE.com, van 2005 tot 2006. In 2002 verving dit programma Jakked and Metal en Velocity behoorde bij de SmackDown!-brand.

### ECW on Sci Fi/Syfy (2006–2010)
ECW on Sci Fi/Syfy was een wekelijks professionele worstelprogramma van WWE, dat gebaseerd was op de onafhankelijke worstelorganisatie, Extreme Championship Wrestling (ECW). Deze show werd ook verwezen als de "ECW-brand" en ECW had zoals bij Raw en SmackDown eigen supersterren en divas. ECW on Sci Fi/Syfy debuteerde op 16 februari 2006 en werd uitgezonden door Sci Fi Channel, dat later vernoemd werd tot Syfy, totdat de WWE besloot om het programma op te doeken op 16 februari 2010.

### MSG Classics (2006-2009)
WWE Madison Square Garden Classics was een professioneel worstelprogramma dat uitgezonden werd door MSG Network, een regionale kabeltelevisie die alleen in de Midden-Atlantische staten uitzond. Op 12 juli 2006 debuteerde deze show en eindigde op 17 september 2008, maar de MSG Network zond acht herhalingen uit, in 2009. Gene Okerlund presenteerde alle afleveringen.
All American Wrestling (1983-1994) · 
All-Star Wrestling (1974-1986) · 
Championship Wrestling (1978-1986) · 
Confidential (2002-2004) · 
ECW on Sci Fi/Syfy (2006-2010) · 
Excess (2001-2002) · 
Friday Night's Main Event 1997 · 
Heat (1998-2008) · 
Jakked/Metal (1999-2002) · 
LiveWire (1996-2001) · 
Mania (1993-1996) · 
Madison Square Garden Classics (2006-2009) · 
Prime Time Wrestling (1985-1993) · 
Saturday Morning Slam (2012-2013) · 
Saturday Night's Main Event (1985-1992 & 2006-2008) · 
Shotgun Saturday Night (1997-1999) · 
Sunday Night Slam (1994-1995) · 
Super Astros (1998-1999) · 
Superstars of Wrestling (1986-1996) · 
The Main Event (1988-1991) · 
Tuesday Night Titans (1984-1986) · 
Velocity (2002-2006) · 
Wrestling Challenge (1986-1996) · 
Wrestling Spotlight (1984-1995)